# Zebrastraat
 (janvier 2015).
Le Zebrastraat à Gand en Belgique est un ensemble immobilier où habitat, culture et économie s'imbriquent d'une manière harmonieuse et durable.
Il est l'œuvre de l'architecte Charles Van Rysselberghe[réf. nécessaire] et remonte à 1906.
Le concept social à la base du projet immobilier originel appelé De Cirk, a été actualisé, en 2006, par une rénovation en profondeur du bâtiment, mais respectueuse de l'architecture originale, pour devenir ainsi le Zebrastraat actuel.

## Historique
Au cours de la révolution industrielle à la fin du XIXe siècle, qui fut également marquée par un grand développement urbanistique à Gand, les besoins en habitations au centre-ville près des usines de textile – industrie très importante à cette époque – firent qu'il n'y avait plus de place pour un zoo en ville. Aussi, les terrains qui lui avaient été réservés furent-ils lotis pour y construire des habitations pour les ouvriers de l'industrie textile.  
L'architecte Charles Van Rysselberghe était partisan, vu le prix élevé de ces terrains, de construire en hauteur, de manière à utiliser au maximum la surface disponible et apporter ainsi une offre suffisante à la demande croissante d'habitations ouvrières, typique de cette période d'urbanisation intense. Il était par ailleurs également l'architecte de plusieurs écoles et de bâtiments publics tels que le Musée des Beaux-Arts au Citadelpark.
Depuis la construction de cet ensemble d'habitations en 1906, le logement social, géré par la Gentse Huisvestingsmaatschappij, fut majoritaire dans cette partie de la ville. Mais vers la fin du siècle, la vie sociale s'éteignit petit à petit, et un grand nombre d'habitations restées inoccupées furent progressivement victimes de la taudisation. Le site a finalement été acquis par la fondation Liedts-Meesen, qui s'est chargée du nouveau projet Zebrastraat.
Entièrement rénové, le site du Zebrastraat accueille maintenant de nombreux types d'activités socio-culturelles et offre en même temps un forum à de jeunes artistes qui peuvent y trouver l'environnement adéquat au développement de thèmes inhabituels et de nouveaux courants artistiques.

## Initiatives
Ayant résolument choisi de privilégier les formes peu répandues d'expression artistique, à savoir celles qui reflètent les évolutions technologiques, la fondation Liedts-Meesen a concentré ses projets sur le développement de l'art interactif et numérique expérimental. Une première initiative fut l'exposition Stippels en Pixels début 2005, suivie un an plus tard par l'événement Update : une manifestation biennale consacrée à l'art interactif et numérique. En 2010 aussi, une manifestation Update a été organisée, avec le concours du Centre Georges-Pompidou à Paris, sous la forme de l'exposition Body Sound.
Parallèlement à cette biennale, la fondation attribue depuis 2008 un prix appelé New Technological Art Award, qui est décerné, après évaluation par un jury international, à une œuvre se distinguant dans le monde de l'art numérique.
Le rôle de pionnier joué par le Zebrastraat à l'occasion de cette biennale est renforcé par l'organisation, chaque été, d'une exposition consacrée à un artiste réputé de Flandre-Orientale. Ainsi, la présentation des portraits de cabinet de Pjeroo Roobjee en 2007 fut suivie par l'exposition Picture Palace de Hans Vandekerckhove en 2009, puis en 2010, par l'exposition consacrée à Michel Buylen.
« L'artiste du mois », autre initiative remarquable, permet à un jeune artiste prometteur de présenter – dans une ambiance non commerciale – une sélection de son œuvre à un large public diversifié. En outre, la fondation s'est engagée à soutenir des projets visant à combattre la fragmentation entre diverses fractures sociales et promouvoir la diversité. Le projet Habbekrats, par exemple, vise à développer des initiatives pour les jeunes démunis dans un cadre transfrontalier.
Par ailleurs, Zebrastraat possède sa propre collection d'œuvres d'art, notamment de Nick Ervinck, Panamarenko, Thomas Huyghe, Honoré δ'O...

## Expositions
- 2005 : Stippels en Pixels
- 2006 : Udate I (curateur Jean-Marie Dallet)
- 2006 : 40 ans de tableaux d'Henri Vandermoere
- 2006 : Wonderland - Fluxus et le jeu
- 2007 : Portraits de cabinet 1962-2006 Pjeroo Roobjee
- 2008 : Update II (curateur Peter Weibel, ZKM)
- 2009 : Picture Palace Hans Vandekerckove
- 2010 : Update III (curateur Christine Van Assche, Centre Pompidou)
- 2010 : Verlangzamingen Michel Buylen